# Tram van Tsjerjomoesjki
De tram van Tsjerjomoesjki (Russisch: Черёмушкинский трамвай) verbindt sinds 1991 de stedelijke nederzetting Tsjerjomoesjki, onderdeel van de stad Sajanogorsk, in Chakassië (Rusland) met de waterkrachtcentrale van Sajano-Sjoesjenskaja.

## Geschiedenis
In de jaren zestig begon de bouw van het Sajano-Sjoesjenskaja-stuwmeer. Om de bouwplaats te verbinden en de aluminiumfabriek in Sajanogorsk te bedienen, werd een spoorlijn aangelegd van Kamyshta op de spoorlijn Novokoeznetsk - Abakan - Tajsjet (Zuid-Siberische spoorweg) naar de nieuw gebouwde nederzetting Tsjerjomoesjki en naar de bouwplaats van de dam aan de oostkant van de Jenisej in Kraj Krasnojarsk. Nadat de elektriciteitscentrale in 1985 in gebruik werd genomen, werd de spoorlijn tussen Sajanogorsk en de dam overbodig. Dit maakte het mogelijk om een tramlijn aan te leggen, die deels het bestaande tracé zou blijven gebruiken.
Vanaf 1988 werden de rails tussen het voormalige station Vtoraja terrasa en het centrum van Tsjerjomoesjki verwijderd en op dezelfde dwarsliggers vervangen door tramsporen, eveneens op breedspoor (1524 mm). Vertrekkende vanuit het centrum werd het tramtraject in zuidwestelijke richting nieuw aangelegd. De spoorlijn over de Jenisej werd niet langer gebruikt en stilgelegd, evenals het traject naar Sajanogorsk.
De tramlijn werd geopend op 25 februari 1991 en heeft een lengte van 5,5 kilometer. De tram van Tsjerjomoesjki was de laatste die aangelegd werd in de Sovjet-Unie en is nog steeds het jongste tramnet in Rusland.

## Traject
Tussen de eindhalte Vtoraja terrasa en het centrum van Tsjerjomoesjki (halte Tsentralnaja) rijdt de tram op het traject van de voormalige spoorlijn, op eigen bedding en afgescheiden van en soms wat lager gelegen dan de parallel lopende weg. Het nieuw aangelegde gedeelte begint ten zuidwesten van de halte Tsentralnaja. Kort daarna bevindt zich de stelplaats, die vlak naast de lijn ligt en twee opstelsporen telt. In het verdere traject naar de elektriciteitscentrale blijft de tramlijn nog steeds ten zuidoosten van de weg. De halte Memorialny kompleks werd aangelegd nadat de lijn was geopend en wordt alleen op verzoek bediend. Daar bevindt zich een gedenkteken voor de bouw van de dam en de energiecentrale. Deze halte is de laatste die voor het publiek toegankelijk is; daarachter begint het fabrieksterrein van de energiecentrale, waar zich de haltes OROe-500 en SSjGES bevinden. Voorbij de eindhalte SSjGES loopt het spoor nog iets verder tot aan de dam, waar het onderhoudscentrum van het trambedrijf is gevestigd.
De lijn is over de hele lengte enkelsporig. Ook de eindhaltes zijn enkelsporig uitgevoerd zonder zijsporen. Er zijn evenmin uitwijksporen.

## Voertuigen
Al in 1988 werden drie trams van het type 71-88G gekocht bij de tramfabriek van Sint-Petersburg (Петербургский трамвайно-механический завод (PTMZ)). Deze zijn een tweerichtingsvariant van het type LM-68M, dit omdat er op de lijn geen keerlussen zijn. Met deze drie trams werd de dienst geopend en in 1992 werden nog drie extra trams van hetzelfde type geleverd. In 2014 waren alle trams nog aanwezig.

## Exploitatie
De tram wordt uitgebaat door de lokale RusHydro-afdeling in samenwerking met de waterkrachtcentrale. Het gebruik van de tram is gratis. De tram rijdt van maandag tot en met vrijdag elk uur van ongeveer 6.30 uur tot 20.30 uur. Een enkele rit over het gehele traject duurt vijftien minuten. Hiervoor is overdag slechts één voertuig nodig. 's Ochtends en' s middags wordt gekoppeld gereden en 's ochtends rijden twee extra enkele stellen volgens dezelfde dienstregeling, zodat deze ritten niet zichtbaar zijn in de dienstregeling.

## Foto's
|  |  |  |